# Tormenta tropical Barry (2013)
Barry se originó a partir de una onda tropical que se desarrolló en el sur del mar Caribe. La onda siguió hacia el noroeste y comenzó a desarrollarse en condiciones poco favorables. El 17 de junio, la perturbación se actualizó a depresión tropical Dos por el Centro Nacional de Huracanes. Debido a su proximidad a tierra, el sistema no pudo intensificarse antes de cruzar el sur de la Península de Yucatán. La depresión surgió sobre la bahía de Campeche a última hora del 18 de junio y se convirtió cada vez más organizada. Durante la tarde del 19 de junio, los datos de cazadores de huracanes revelaron que el sistema se intensificó en una tormenta tropical. El recién nombrado Barry alcanzó vientos máximos de 75 km / h antes de tocar tierra en Veracruz, México el 20 de junio. Una vez en tierra, la tormenta se debilitó rápidamente y degeneró en un sistema residual de bajas de la noche.
Las áreas del norte de Nicaragua a México Centro-Sur experimentaron fuertes lluvias de la tormenta, con notable inundaciones que ocurren en muchas áreas. En el Salvador, una persona quedó desaparecidos por las inundaciones también.

## Historia Meteorológica

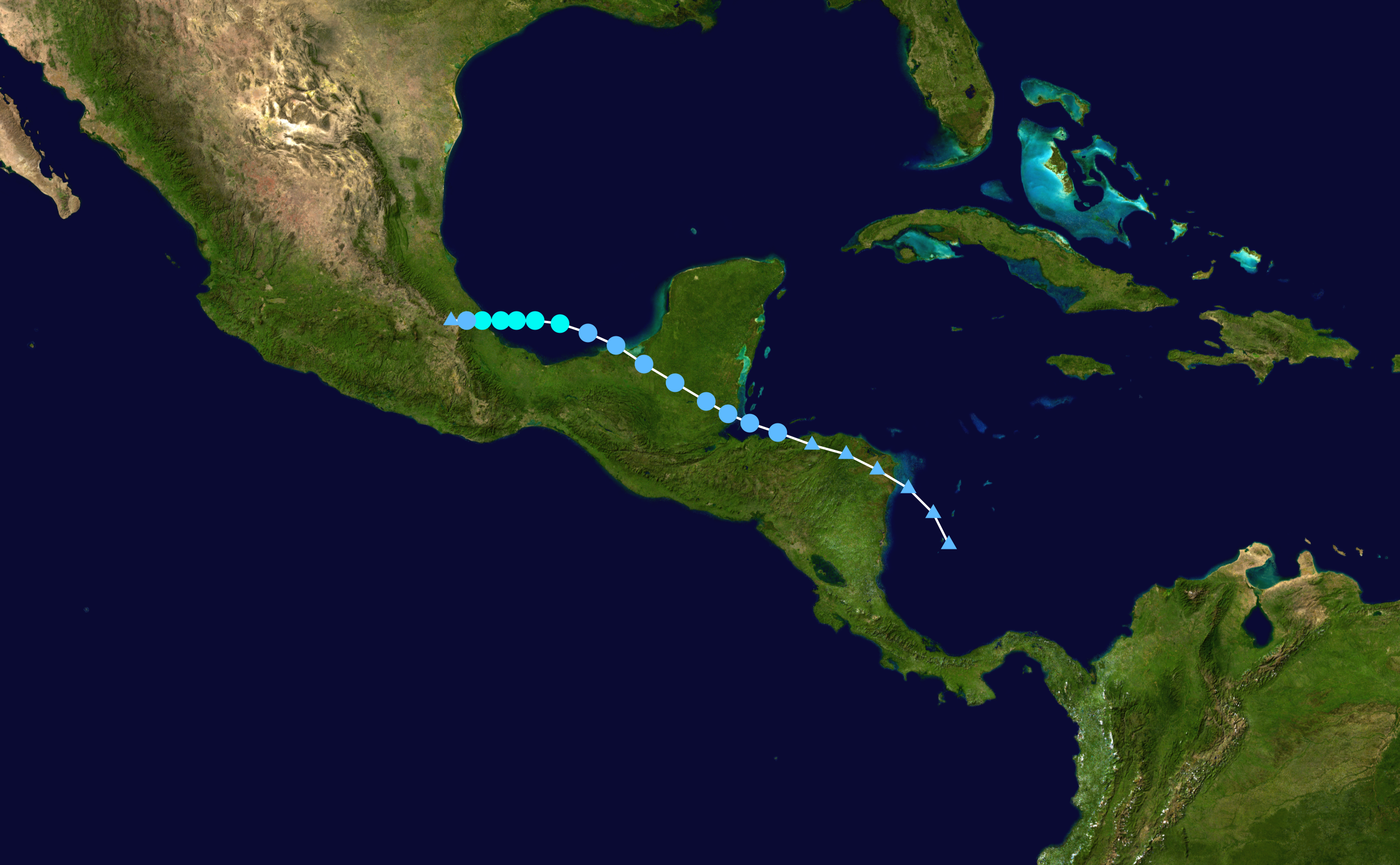
Trayectoria de Barry.

Durante las horas de la tarde del 15 de junio, el Centro Nacional de Huracanes (NHC) comenzó a monitorear una gran área de perturbación asociada a una onda tropical sobre el Mar Caribe suroccidental. A la deriva, se esperaba que las condiciones ambientales sean favorables para la organización, pero la proximidad del sistema a la tierra impediría la intensificación significativa. A pesar de estar cerca de la tierra, el sistema adquiere una circulación de bajo nivel bien definido y organizado. Sobre la base de la mejora de la estructura, el NHC designa el sistema como depresión tropical a las 1500 UTC del 17 de junio. Situado a 95 kilómetros al este de Monkey River Town, Belice, no se esperaba que la depresión se sometiera a un fortalecimiento significativo. La depresión tocó tierra en el sur de Belice en la tarde del 17 de junio, con vientos estimados 55 km / h.
Después de salir de la bahía de Campeche ese mismo día, el sistema se convirtió cada vez más organizado, ya que giró hacia el oeste, en respuesta a una cresta de nivel medio en el noroeste del Golfo de México. Basado en ráfagas intermitentes de convección y un informe de 61 km / h vientos sostenidos de la Isla de Sacrificios, se estimó que Barry alcanzó vientos máximos de 75 km/h. Entre 1200 y 1300 UTC del 20 de junio, Barry tocó tierra justo al norte de Veracruz, México. Horas después de trasladarse tierra adentro, Barry se debilitó a depresión tropical mientras interactuaba con el terreno alto de México. A última hora del 20 de junio el centro de circulación se hizo cada vez mayor mal definida y la mayoría de la convección se encuentra muy lejos del centro. Como resultado, el CNH declaró Barry sistema residual de bajas y emitió su asesoramiento final sobre el sistema.

## Preparativos e impacto

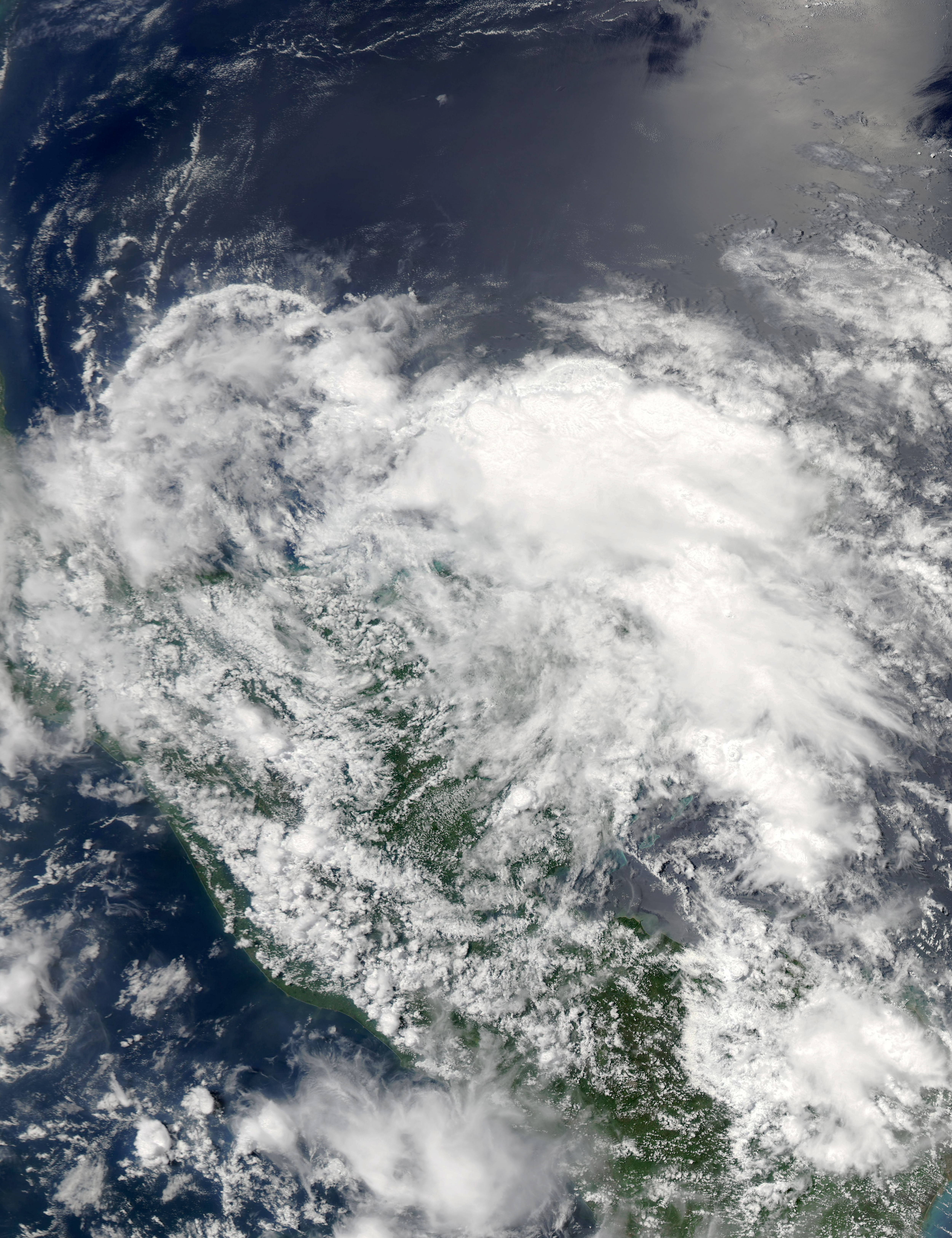
Depresión Tropical Dos en la península de Yucatán el 18 de junio.

### Centroamérica y Yucatán
Barry produjo lluvias en Nicaragua, dando lugar a inundaciones en 14 distritos de la Región Autónoma del Atlántico Norte. Las fuertes lluvias en Honduras, alcanzó un máximo de 100 milímetros en La Ceiba, provocaron inundaciones que dañaron 60 viviendas afectadas y 300 personas. Varios deslizamientos de tierra ocurridos en Iriona, bloqueando carreteras. Un tornado probable, golpeó la comunidad de Limón, la destrucción de 9 viviendas y dañando 91 más. Cuatro personas resultaron heridas cuando su casa se levantó y dejó caer hacia abajo. En el sur de Belice, se estima que 250 milímetros de lluvia cayeron en 24 horas, causando varios ríos en exceso superiores a sus bancos. En algunas áreas, las alcantarillas fueron arrasadas. Al menos 54 personas que viven a lo largo de Hope Creek fueron reubicadas en refugios. En El Salvador, seis menores fueron arrastrados por un arroyo inundado, y cinco fueron rescatados rápidamente, pero uno permanece desaparecido. Dos personas resultaron heridas tras ser alcanzado por un rayo. En el estado mexicano de Yucatán, las ráfagas de viento de hasta 77 km / h y fuertes lluvias derribaron árboles y líneas eléctricas. Más de 26 000 residentes perdieron temporalmente el poder después de un rayo cayó sobre una central eléctrica y provocó un incendio.

### Este de México
Como la depresión tropical Dos surgió en la Bahía de Campeche el 18 de junio, el Gobierno de México emitió un aviso de tormenta tropical para las zonas costeras entre Punta El Lagarto y Barra Da Nautla. Esto pronto fue ascendido a una advertencia de tormenta tropical en las primeras horas del 19 de junio. Tras la intensificación de la tormenta de ese día, la alerta se extendió hacia el norte hasta Tuxpan. Las autoridades enviaron 34.250 trabajadores para establecer campamentos de refugiados en todo el estado. Al otro lado de Veracruz, aproximadamente 2.000 personas se refugiaron en albergues.
Las fuertes lluvias, alcanzaron un máximo de 370 milímetros en Misantla, en el estado trajo más de una docena de ríos a niveles críticos y provocaron inundaciones repentinas. Dos personas murieron por las inundaciones en Veracruz. Varios deslizamientos de tierra ocurrieron en los estados de Guerrero y Puebla.